# Afrykamera
AfryKamera – Ogólnopolski Festiwal Filmów Afrykańskich – festiwal filmowy odbywający się co roku w kilku miastach w Polsce. Festiwal rozpoczął swoją działalność w 2006 r. Głównym założeniem festiwalu jest prezentacja dorobku filmowego kinematografii afrykańskiej z ostatnich lat. Odbywają się również imprezy towarzyszące: spotkania z podróżnikami, dyskusje, wydarzenia muzyczne, warsztaty kulinarne czy językowe.
Pomysłodawcą festiwalu jest Przemysław Stępień, który we współpracy z kinem Luna i fundacją Filmgramm rozpoczął pracę nad stworzeniem tego festiwalu w 2005 r. Festiwal odbywa się co roku w dwóch edycjach: wiosennej i jesiennej. W 2007 roku edycja wiosenna odbywała się w czterech miastach: Kraków, Łódź, Sopot i Warszawa.
Od 2007 r. festiwal wprowadził nagrodę publiczności dla najlepszego filmu, zwany Zebrą. Pierwszą Zebrę zdobył film O Heroi!, reżysera Zeze Gamboa z  Angoli.
W 2007 r. AfryKamera została nominowana do nagrody Akcja Roku przez miesięcznik Aktivist w ramach Polish Nightlife Awards 2007.

## Program festiwalu w 2007 r
Filmy były prezentowane z podziałem na: dokumentalne, pełnometrażowe i krótkometrażowe
Filmy dokumentalne:
- Amandla! - A Revolution in Four-Part Harmony  (Amandla - Rewolucja na cztery głosy)
- Bushman's Secret  (Sekret buszmena)
- Congo Na Biso  (Kongo na biso)
- Darwin's Nightmare (Koszmar Darwina)
- Heart of Whiteness  (Jądro bieli)
- Musique Afrique

Filmy Pełnometrażowe:
- A Reasonable Man (Rozsądny człowiek)
- Ali Zaoua, Prince de la Rue (Ali Zaoua, książę ulicy)
- Bunny Chow
- Conversations on a Sunday Afternoon  (Konwersacje w niedzielne popołudnie)
- Daresalam
- Heremakono (Czekając na szczęście)
- Hyenes  (Hieny)
- Indigenes  (Dni chwały)
- La Cathedrale  (Katedra)
- La Nuit de la Verite (Noc prawdy)
- Ndeysaan  (Cena przebaczenia)
- O Heroi!
- Sia, la Reve du Python (Sia, marzenie pytona)
- U Carmen E-Khayelitsha
- Un Amour d'Enfant (Miłość dziecka)
- Un Matin Bonne Heure (Wczesnym porankiem)
- Yesterday
- Zulu Love Letter (Zuluski list miłosny)

Filmy Krótkometrażowe
- A Glass Story  (Szklana opowieść)
- La Femme Mariee a Trois Hommes  (Kobieta z trzema mężami)
- Menged  (Droga)
- Souko
- Ummemo (Echo)
- KareKare Zvako: Mother's Day (Dzień matki)
- Pinky Pinky
- Ringo
- Super Evil Me
- The Mamtsotsi Bird (Ptak Mamtsotsi)
- The Tale of How (Opowieść o tym, jak...)
- A Drink in the Passage (Zaproszenie na drinka)
- Christmas with Granny (Święta u babci)
- Elalini
- Escudo (Muszelka)
- Ongeriewe (Dyskomfort)
- Portrait of a Young Man Drowning (Portret tonącego mężczyzny)
- Be Kunko (Wspólny problem)
- O Grande Bazaar (Wielki bazar)
- Peretera Maneta (Przeliteruj moje imię)